# 满洲明治制菓
满洲明治製菓株式会社是曾位于满洲国奉天市（今辽宁省沈阳市），依照满洲国法律设立的一家主要生产和销售糖果点心的公司。主要出资者是日本企业明治制糖的子公司明治商店和明治製菓。

## 背景

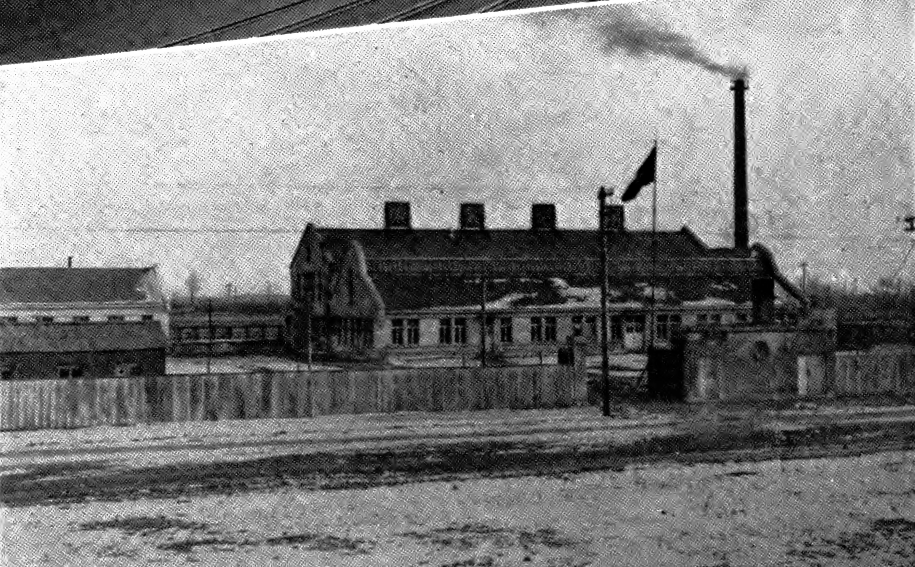
明治製菓奉天工厂（满洲明治製菓成立前）

日本企业明治制糖成立于1906年。明治制糖为了发展事业并且降低风险，决定投资于以砂糖为原料的产业以及热带地区的开发:6,7，其中以砂糖为原料的子公司的代表即是明治製菓。
日本企业明治製菓设立于1917年，前身是东京菓子和明治制糖的子公司大正製菓。
1932年3月满洲国建立。明治製菓判断满洲市场对日本甜点糖果的需求将随之增加，而当时明治製菓的产品从大连进口，考虑到运输成本和关税等因素，明治製菓决定在满洲建立工厂，厂址选在南满的工业中心奉天。1934年4月，明治製菓选定奉天西区南一路附近的2500余坪的土地（后为南一路2-1番地:35，此后地址为奉天市铁西区兴工街，今沈阳市铁西区兴工北街），厂房的建设始于7月，到10月完工，建筑面积485坪。工厂于11月开工。:14该工厂投入资本为约50万元，主要生产饼干、焦糖以及羊羹、果冻等甜食。1937年，奉天工厂的产量迅速上升，明治制果从日本向满洲国的输入量也明显上升:207。1937年奉天工场有男工21人，女工57人:35。1937年11月，随着日本占领的中华民国领土增加，对明治相关产品的需求增加，明治製菓在哈尔滨也建立了工厂:81。
日本企业明治商店成立于1920年，负责明治製菓的产品的销售。根据1936年的资料，明治商店在满洲设有奉天贩卖所（奉天满铁附属地霞町）、新京配给所（朝日通）、哈尔滨驻在所（道里炮队街），在奉天春日町、新京吉野町有卖店。:125,126,128,129
在满洲国建立之时，制菓业在当地工业中所占比例甚小，到1940年，制菓、日本酒、味噌和酱油等制造产业占比明显增加。制菓业的消费者不限于在满洲国的日本人，中国人也是重要的消费者。:114

## 历史
1939年5月:51:104，明治制糖的子公司明治商店和明治製菓出资，以500万元资本设立了满洲国法人满洲明治製菓株式会社，管理明治製菓和明治商店在满洲的工厂、贩卖所和卖店。
1940年8月，明治製菓在奉天平安通满业大楼的一层和地下一层租赁店铺，设立了“平安卖店”。同年末又设立了牡丹江出张所。:226,227
1942年8月，满洲明治製菓兼并同属明治制糖财阀的满洲明治牛乳和满洲乳业:604。同年12月改名为满洲明治产业，资本金750万元:605。1945年日本战败满洲国灭亡，公司随之结业。:208
日本投降后，满洲明治产业位于奉天铁西兴工街的工厂被国民党政府接管，改名为联勤总部第六粮秣厂第二工厂，生产干面包、大块饼干、锅饼等供应军需，日产量约4万吨。1954年该工厂改名为沈阳市饼干厂，1960年沈阳市食品工业公司成立，管辖沈阳市饼干厂。:35,36位于高千穗通10号的建筑在解放后的一段时期内作为生产糕点的食品厂。

## 经营
据1942年的资料，满洲明治製菓的经营内容为：1、甜点、糖果、清凉饮料水的制造贩卖；2、牛奶和其乳制品的制造贩卖以及牧场管理；3、砂糖、面粉、甜点、糖果、乳制品、清凉饮料水等食品、酒精、化妆品、药用化妆品、木浆、橡胶等热带材料制品的委托贩卖；4、糖果点心商店和茶馆的经营；5、前述经营内容相关事业的经营和投资。1940年商店客流量为400万人次:189。
此外，由于大连地区盛产苹果，满洲明治製菓的卖店也兼售苹果。:189
出资方面，据1942年资料，株式会社明治商店占77,225股，明治製菓株式会社占21,475股，明治制糖系这两家公司占总股份的约99%:38。决算期为每年3月和9月，1941年下半期总收入为914.2万元，总支出为865.6万元，半期的盈利率为22%。

## 机构
根据公司成立初期1939年的数据，有工厂4处，牧场2处，贩卖所1处:158。
1940年满洲明治製菓总部位于奉天市铁西区兴工街。1942年总部迁至奉天市大和区高千穗通10号（今沈阳市和平区新华路130号、南十马路45号附近），在奉天、大连和哈尔滨有工厂，并在满洲国有多处牧场。

## 关联条目
- 明治制糖
- 满洲明治牛乳
- 满洲乳业
- 东满殖产